# Anemarrhena
- Commons
- Wikispecies

Anemarrhena Bunge  é um género monotípico de plantas com flor pertencente à subfamília Agavoideae da família Agavaceae, cuja única espécie é Anemarrhena asphodeloides, nativa do norte da China e da Mongólia.

## Sinonímia
- Terauchia  Nakai

## Espécies
Apresenta apenas uma espécie:
- Anemarrhena asphodeloides